# Danny Oakes

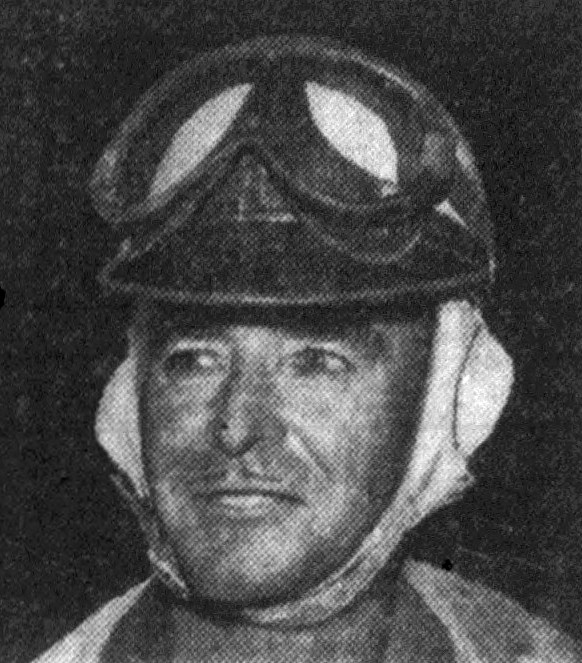
Danny Oakes 1947

Daniel „Danny“ Oakes (* 18. Juli 1911 in Santa Barbara, Kalifornien; † 13. Januar 2007 in Huntington Beach, Kalifornien) war ein US-amerikanischer Autorennfahrer.

## Karriere
Oakes war einer der erfolgreichsten Midget-Car-Fahrer in Kalifornien in den 1940er-Jahren. Er begann in den 1930er-Jahren Midget-Rennen zu fahren und gewann verschiedene Meisterschaften, darunter drei Mal die Pacific Coast Meisterschaft, 1947 die AAA-Midget Meisterschaft und 1959 die Pacific Coast USAC Meisterschaft.
Zwischen 1952 und 1954 startete er in sechs Rennen zur AAA-National-Serie, in denen er sich nie besser als auf dem elften Rang klassieren konnte. Im gleichen Zeitraum unternahm er drei vergebliche Versuche, sich für die 500 Meilen von Indianapolis zu qualifizieren.
Später arbeitete er als Rennmechaniker in Indianapolis unter anderem für Jim Hurtubise.

## Statistik

### Indy-500-Ergebnisse
| Jahr | Startnr. | Start | Qual (km/h) | Ergebnis | Runden | Führung | Ausfall |
| ---- | -------- | ----- | ----------- | -------- | ------ | ------- | ------- |
| 1952 | 39       | DNQ   |             |          |        |         |         |
| 1953 | 63       | DNQ   |             |          |        |         |         |
| 1954 | 47       | DNQ   |             |          |        |         |         |
| 1954 | 49       | DNQ   |             |          |        |         |         |

| Legende  | Legende            | Legende                                                          |
| Farbe    | Abkürzung          | Bedeutung                                                        |
| -------- | ------------------ | ---------------------------------------------------------------- |
| Gold     | –                  | Sieg                                                             |
| Silber   | –                  | 2. Platz                                                         |
| Bronze   | –                  | 3. Platz                                                         |
| Grün     | –                  | Platzierung in den Punkten                                       |
| Blau     | –                  | Klassifiziert außerhalb der Punkteränge                          |
| Violett  | DNF                | Rennen nicht beendet (did not finish)                            |
| Violett  | NC                 | nicht klassifiziert (not classified)                             |
| Rot      | DNQ                | nicht qualifiziert (did not qualify)                             |
| Rot      | DNPQ               | in Vorqualifikation gescheitert (did not pre-qualify)            |
| Schwarz  | DSQ                | disqualifiziert (disqualified)                                   |
| Weiß     | DNS                | nicht am Start (did not start)                                   |
| Weiß     | WD                 | zurückgezogen (withdrawn)                                        |
| Hellblau | PO                 | nur am Training teilgenommen (practiced only)                    |
| Hellblau | TD                 | Freitags-Testfahrer (test driver)                                |
| ohne     | DNP                | nicht am Training teilgenommen (did not practice)                |
| ohne     | INJ                | verletzt oder krank (injured)                                    |
| ohne     | EX                 | ausgeschlossen (excluded)                                        |
| ohne     | DNA                | nicht erschienen (did not arrive)                                |
| ohne     | C                  | Rennen abgesagt (cancelled)                                      |
| ohne     | keine WM-Teilnahme |                                                                  |
| sonstige | P/fett             | Pole-Position                                                    |
| sonstige | 1/2/3/4/5/6/7/8    | Punktplatzierung im Sprint-/Qualifikationsrennen                 |
| sonstige | SR/kursiv          | Schnellste Rennrunde                                             |
| sonstige | *                  | nicht im Ziel, aufgrund der zurückgelegten Distanz aber gewertet |
| sonstige | ()                 | Streichresultate                                                 |
| sonstige | unterstrichen      | Führender in der Gesamtwertung                                   |